# KBC電台

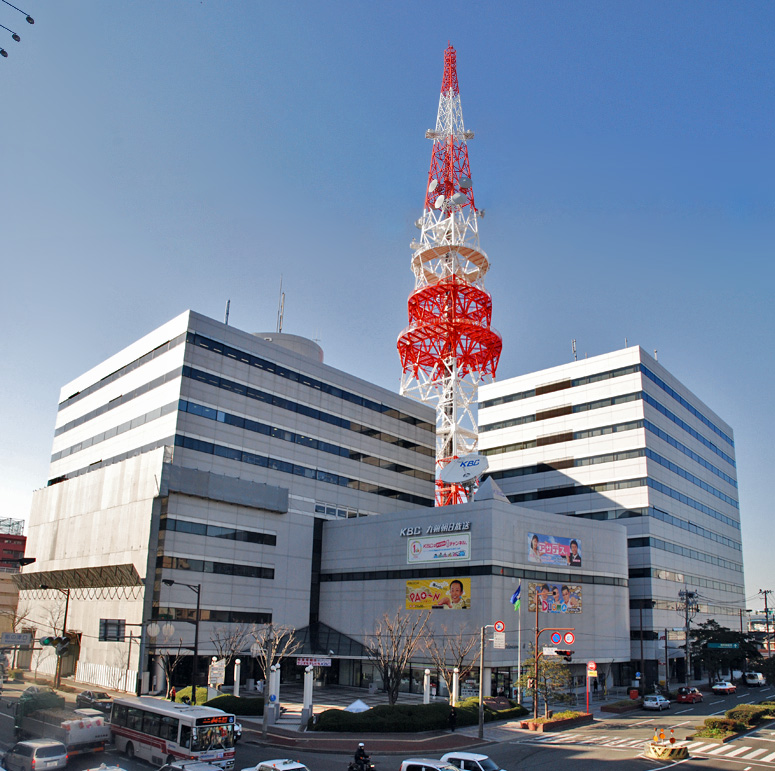
KBC電台总部

KBC電台（日语：KBCラジオ、ケイビーシーラジオ）是九州朝日放送 (KBC)的廣播電台部門，呼出符號是JOIF。KBC電台在開播之初和朝日放送電台組成聯播網。2019年時，KBC電台的節目自製率有70.1%，是自製率較高的電台。

## 外部連結
- ラジオ （页面存档备份，存于） - KBC九州朝日放送
- KBCラジオ的X（前Twitter）
- KBCラジオ的Facebook專頁
- KBCラジオ公式instagram的Instagram帳戶